# دكين بن سعيد الخثعمي

## سيرته
دُكَيْنُ بْنُ سَعِيدٍ الْمُزَنِيُّ وَقِيلَ: إِنَّهُ خَثْعَمِيٌّ، سَكَنَ الْكُوفَةَ، رَوَى عَنْهُ قَيْسُ بْنُ أَبِي حَازِمٍ وكان من أهل الصفة 

## رواته[2]
-عن قَيْسَ بْنَ أَبِي حَازِمٍ، قال: حَدَّثَنِي دُكَيْنُ بْنُ سَعِيدٍ الْمُزَنِيُّ، وَقَالَ وَكِيعٌ الْخَثْعَمِيُّ، قَالَ: أَتَيْنَا رَسُولَ اللهِ صَلَّى اللَّهُ عَلَيْهِ وَسَلَّمَ فِي أَرْبَعِ مِائَةِ رَاكِبٍ نَسْأَلُهُ الطَّعَامَ، فَقَالَ: «يَا عُمَرُ، اذْهَبْ فَأَطْعِمْهُمْ وَأَعْطِهِمْ» فَقَالَ: يَا رَسُولَ اللهِ، مَا عِنْدِي إِلَّا آصُعُ تَمْرٍ مَا يُقَيِّظْنَ عِيَالِي، فَقَالَ أَبُو بَكْرٍ: اسْمَعْ وَأَطِعْ، فَقَالَ عُمَرُ: سَمْعًا وَطَاعَةً، قَالَ: فَانْطَلَقَ عُمَرُ حَتَّى أَتَى عُلِّيَّةً لَهُ فَأَخْرَجَ مِفْتَاحًا مِنْ حُجُزَتِهِ فَفَتَحَهَا، فَقَالَ لِلْقَوْمِ: ادْخُلُوا، فَدَخَلُوا، وَكُنْتُ آخِرَ الْقَوْمِ دُخُولًا، فَأَخَذْتُ ثُمَّ الْتَفَتُّ فَإِذَا مِثْلُ الْفَصِيلِ مِنَ التَّمْرِ، لَفْظُ الْحُمَيْدِيِّ، عَنْ سُفْيَانَ وَقَالَ وَكِيعٌ فِي حَدِيثِهِ: مَا عِنْدِي إِلَّا مَا يُقَيِّظُنِي وَالصِّبْيَةَ قَالَ وَكِيعٌ: وَالْقَيْظُ فِي كَلَامِ الْعَرَبِ: أَرْبَعَةُ أَشْهُرٍ وَقَالَ: ثُمَّ الْتَفَتُّ وَإِنِّي لِمَنْ آخِرِهِمْ كَأَنَّا لَمْ نَرْزَأْ مِنْهُ تَمْرَةً " وَرَوَاهُ ابْنُ أَبِي زَائِدَةَ وَأَبُو مُعَاوِيَةَ، فِي آخَرِينَ، عَنْ إِسْمَاعِيلَ 
وأخرج أحمد، والطبراني عن دُكَين بن سعيد الخثعمي رضي الله عنه قال: أتينا رسول الله صلى الله عليه وسلم ونحن أربعون وأربع مائة نسأله الطعام، فقال النبي صلى الله عليه وسلم لعمر رضي الله عنه: «قم فأعطهم» .